# Avraham Yosef Shapira
Avraham Yosef (Munia) Shapira (în ebraică אברהם יוסף שפירא; n. 2 martie 1921, România – d. 26 iunie 2000, Israel) a fost un om de afaceri și politician religios ultraortodox israelian, născut în România, care a deținut funcția de deputat în Knesset-ul (Parlamentul) statului Israel și pe cea de președinte a Comisiei parlamentare de finanțe (1984-1988)

## Biografie
Avraham Yosef Shapira s-a născut la data de 2 martie 1921 în RomâniaFamilia sa aparținut hasidismului Sadagura, fiind apropiată și de hasidismul Gur (Ger). Tatăl său era Pinhas Shapira, fiul lui Alter Shapira, urmaș al rabinului Pinhas Shapira din Koriț, iar mama sa era Hinda născută Backenrot, din familia rabinului Shmuel Itzhak Schor, cunoscut ca „Minhat Shai". A învățat mai întâi la ieșiva din Timișoara a rabinului Yona Weinberger și unde a legat o strânsă prietenie cu rabinul Eliezer Hager (Damesek Eliezer). Ulterior a învățat în Polonia, la ieșiva „Kohav miYaakov” din Trzebinia  (Tshebin), fiind elevul rabinului Dov Beriș Weidenfeld. A terminat studiile cu un certificat de predare. Împreună cu familia sa, a supraviețuit Holocaustului din Polonia și Transnistria, refugiindu-se la București. După terminarea războiului părinții săi au emigrat în Elveția, în timp ce el în anul 1949 a emigrat în Israel. După ce a venit în Israel și restul familiei, tatăl său a înființat în sudul Tel Avivului o fabrică de panglici pentru industria de confecții. A lucrat ca om de afaceri, între altele, în domeniul industriei de covoare.
În 1959, la propunerea ministrului Pinchas Sapir, Shapira a cumpărat fabrica de covoare Shtihey Carmel (Covoarele Carmel) din localitatea Or Akiva. În perioada de vârf, întreprinderea a avut 1600 angajați și un dever de 500 milioane de dolari.
În 1991 s-a aflat ca situația financiară a combinatului era gravă, și statul a furnizat lui Shapira un ajutor în garanții în valoare de 100 milioane de dolari. Cu toate acestea, întreprinderea nu a reușit să se refacă.
În 1993  ministrul de finanțe Avraham Shohat i-a numit un administrator judiciar oficial, iar după ce s-a clarificat amploarea datoriilor, Shapira a fost solicitat să plătească un miliard de shekeli. În cele din urmă el a restituit 130 milioane de shekeli și în 1995 toate revendicările contra sa au fost anulate.
În perioadele 1981-1988 și 1992-1996 a reprezentat în Knesset (Parlamentul statului Israel) Partidul Agudat Israel (partid ultrareligios  așkenaz), fiind membru al Comisiei Economice și al Comisiei de Finanțe. Între anii 1984-1988 a fost președinte al Comisiei de Finanțe a Knesset-ului. Din cauza poziției cheie pe care a deținut a fost poreclit „directorul general al statului”.
În virtutea funcțiilor pe care le-a ocupat în aparatul de stat și parlament, Shapira a reușit să obțină impunerea de taxe vamale grele pe covoare de import, asigurându-și un monopol în domeniul producției de covoare.
A îndeplinit o serie de funcții în cadrul Partidului Agudat Israel: lider al grupului parlamentar, președinte al organizatiei partidului din Tel Aviv. De asemenea, a îndeplinit și funcția de președinte al Comitetului Director al Băncii Israelului.
Pe lângă limba ebraică, el vorbea fluent limbile engleză, franceză, idiș și germană.
A fost căsătorit cu Tova Sheindel, născută Sofer-Schreiber  (1930-2017), din familia rabinilor Sofer din Bratislava, supraviețuitoare a Holocaustului, și au avut trei fii, Pinhas, care a fost ulterior rabin al comunității hasidice Sadagura din Tel Aviv, Elimelekh și Itzhak. 
Din 1994 starea sănătății sale s-a deteriorat pe fond de diabet și obezitate, a suportat o amputație la unul din picioare, și a început să se deplaseze în cărucior de invalid. A decedat la Tel Aviv la 79 ani, în anul 2000.

## Funcții publice în Israel
Avraham Yosef Schapira a deținut următoarele funcții publice:
- deputat în Knesset din partea Partidului Agudat Israel (1981-1988)
- deputat în Knesset din partea Frontului Unit al Torei (1992-1996)

## Premii și onoruri
- 1980 - Premiul industriei - la categoria industriei textile